# Bordierhütte
La Bordierhütte (2.886 m s.l.m.) è un rifugio alpino situato nel Massiccio del Mischabel (Alpi Pennine) nel comune di Sankt Niklaus (Canton Vallese).

## Caratteristiche e informazioni
Il rifugio si trova sul bordo del Riedgletscher nella parte nord del Massiccio del Mischabel.
Appartiene al Club Alpino Svizzero, sezione di Ginevra.

## Accessi
L'accesso avviene da Gasenried, località di Sankt Niklaus.

## Ascensioni
- Gross Bigerhorn - 3.626 m
- Balfrin - 3.796 m
- Ulrichshorn - 3.925 m
- Nadelgrat con le vette: Nadelhorn (4.327 m), Stecknadelhorn (4.241 m), Hohberghorn (4.219 m) e Dürrenhorn (4.035 m).

## Traversate
- Mischabelhütte - 3.329 m - in cinque ore e trenta